# Michete
Michete — американська трансгендерна співачка.
Michete народилася в Спокен-Веллі, штат Вашингтон. Вивчала театральне мистецтво та імпровізацію під час навчання в середній школі і говорила, що поп-музика "стала центральною частиною [її] ідентичності" приблизно в той час. Вона почала писати реп, коли їй було 15 років. У 2014 році Michete написала, записала та самостійно випустила свою першу пісню "Rap Game Kimmy Gibbler".
22 жовтня 2015 року Michete самостійно випустила свій перший мікстейп альбом Cool Tricks на Bandcamp. Spin помістив Cool Tricks у свій список 50 найкращих реп-альбомів 2015 року. У вересні 2015 року Michete виступила з першим живим шоу в клубі The Crocodile разом із Шаміром.
В 2016 році Michete випускає другий мікстейп альбом Cool Tricks 2. Та переїжджає до Сіетлу.
У 2017 році Michete самостійно випустила свій третій мікстейп, Cool Tricks 3, на Soundcloud та Spotify.
У 2018 році Michete виступає разом  з Cupcakke у Сіетлі.

## Кар'єра
Michete описує себе як " андеграунд поп зірка ".. В інтерв'ю "The Stranger" вона розповіла: "Я просто захоплююся поп-музикою, і це стало головною частиною моєї особистості в середній школі ... Тоді я потрапив по-справжньому в світ поп-музики і в ідею розвивати поп-персону, естетику, звук, все це зібрати разом та просувати ідею ".
Тексти Michete часто стосуються її квір та трансгендерного досвіду, і посилаються на боротьбу у стосунках з чоловіками.
В мікстейпі Methodology Michete помістила тексти про "нестримну радість"  та "секс, магію та випадкові неприємності". 
Видання Paste оцінило мікстейп Cool Tricks як " [поєднання] мінімалістичного трепу та басів Маямі ... лютість ранньої Нікі Мінаж", при цьому наголосив, що Cool Tricks 2 "був з більш танцювальними мотивами та поп- орієнтованим жанром " Журнал Out назвав Cool Tricks та Cool Tricks 2  "електро-репом", а саму виконавицю " глем-панк репером".. Spin охарактеризував треки Cool Tricks 2 як "наближення до популярного хіп-хопу, який підтримує андеграунд", порівнюючи її  з роботою DJ Mustard, will.i.am та LMFAO.
Самі ж критики порівнюють Michete з такими виконавцями як: Крейшан, Нікі Мінаж, Peach, Kesha та Каньє Вест, Яких сама виконавиця вважає своїми кумирами.

## Дискографія

### Мікстейпи
- Cool Tricks (2015)
- Cool Tricks 2 (2016)
- Cool Tricks 3 (2017)

### Запрошений гість
| Назва       | Рік  | Інші виконавці                | Участь                            |
| ----------- | ---- | ----------------------------- | --------------------------------- |
| "Bump This" | 2019 | Michael Medrano, Jake Germain | Запрошена виконавиця/ співавторка |